# Walter Kuß
Walter Kuß (* 7. Mai 1965 in Furtwangen) ist ein ehemaliger deutscher Skilangläufer.

## Werdegang
Kuß, der für die Skizunft Brend startete, trat international erstmals bei den Junioren-Skiweltmeisterschaften 1984 in Trondheim in Erscheinung. Dort belegte er den 17. Platz über 15 km und den achten Rang mit der Staffel. Im folgenden Jahr kam er bei den Junioren-Skiweltmeisterschaften in Täsch auf den 49. Platz über 15 km und auf den achten Rang mit der Staffel. In der Saison 1986/87 lief er bei den Nordischen Skiweltmeisterschaften 1987 in Oberstdorf auf den 36. Platz über 50 km Freistil, auf den 35. Rang über 15 km klassisch und auf den 11. Platz mit der Staffel und holte bei der Militär-Skiweltmeisterschaft 1987 in Autrans die Goldmedaille beim Patrouillenlauf über 25 km. Bei seiner einzigen Teilnahme bei Olympischen Winterspielen im Februar 1988 in Calgary errang er den 27. Platz über 15 km klassisch und den siebten Platz zusammen mit Georg Fischer, Jochen Behle und Herbert Fritzenwenger in der Staffel. In der Saison 1988/89 belegte er bei den Nordischen Skiweltmeisterschaften 1989 in Lahti den 32. Platz über 15 km Freistil und holte dort mit dem 14. Platz über 50 km Freistil und dem 11. Rang über 15 km klassisch seine ersten Weltcuppunkte. Zudem wurde er dort zusammen mit Stefan Dotzler, Martinus Richter und Jochen Behle Zehnter in der Staffel und erreichte zum Saisonende mit dem 40. Platz im Gesamtweltcup sein bestes Gesamtergebnis. In der Saison 1990/91 kam er in Davos mit dem 13. Platz über 15 km klassisch erneut in die Punkteränge und errang damit den 48. Platz im Gesamtweltcup. Bei den Nordischen Skiweltmeisterschaften 1993 in Falun belegte er den 24. Platz über 50 km Freistil, den 22. Rang über 30 km klassisch und zusammen mit Torald Rein, Jochen Behle und Johann Mühlegg den fünften Platz in der Staffel. In seiner letzten Saison 1993/94 nahm er am Continental-Cup teil und kam dabei in Kandersteg jeweils einmal auf den zweiten und dritten Platz.
Bei deutschen Meisterschaften wurde Kuß jeweils einmal Zweiter über 10 km (1991) und 50 km (1986) und über 15 km einmal Zweiter (1989) und dreimal Dritter (1986, 1987, 1990). Nach seiner Skilanglaufkarriere wurde er Servicemann für die Skilangläufer und Biathleten und eröffnete seine eigene Naturheilpraxis.

## Teilnahmen an Weltmeisterschaften und Olympischen Spielen

### Olympische Spiele
- 1988 Calgary: 7. Platz Staffel, 27. Platz 15 km klassisch

### Nordische Skiweltmeisterschaften
- 1987 Oberstdorf: 11. Platz Staffel, 35. Platz 15 km klassisch, 36. Platz 50 km Freistil
- 1989 Lahti: 10. Platz Staffel, 11. Platz 15 km klassisch, 14. Platz 50 km Freistil, 32. Platz 15 km Freistil
- 1993 Falun: 5. Platz Staffel, 22. Platz 30 km klassisch, 24. Platz 50 km Freistil

## Weltcup-Gesamtplatzierungen
| Saison  | Platz | Punkte |
| ------- | ----- | ------ |
| 1988/89 | 40.   | 8      |
| 1990/91 | 48.   | 3      |
| 1992/93 | 60.   | 20     |